# Seznam světového dědictví v Evropě
Toto je seznam památek světového dědictví UNESCO v Evropě. Pro svou obsáhlost je zde rozdělen na čtyři části seřazené abecedně podle státu, který zařazení lokality do seznamu navrhl.
U každé položky je uveden český název, oficiální anglický název dle seznamu UNESCO, stručná charakteristika a odkaz na základní zdůvodnění zápisu dle UNESCO. Číslo v odkazu je současně číslo, pod kterým je lokalita vedena v Seznamu světového dědictví. Položky seznamu u jednotlivých zemí jsou řazeny podle roku zápisu do Seznamu. V souladu s oficiálním seznamem UNESCO je Izrael a celé území Turecka řazeno mezi evropské země.
1. Albánie až Chorvatsko
2. Irsko až Moldavsko
3. Německo až Ruská federace
4. Řecko až Vatikán